# Nati nel 1991/Marzo
| Questa pagina contiene informazioni ricavate automaticamente dalle voci biografiche con l'ausilio del template Bio e di un bot. L'aggiornamento è periodico e automatico e ricostruisce completamente la pagina. Se manca una persona in questa lista, sei pregato di non aggiungerla, ma accertati piuttosto che la sua voce biografica contenga il template Bio e che i dati anagrafici siano correttamente compilati. Se il template Bio manca, inseriscilo tu stesso o, in alternativa, metti l'avviso {{tmp\|Bio}} che ne segnala la mancanza. Se i dati riportati sono sbagliati, correggi direttamente la voce biografica; le modifiche saranno visibili in questa lista entro pochi giorni. Per chiarimenti vedi il progetto biografie. La lista contiene solo le 531 persone che sono citate nell'enciclopedia e per le quali è stato implementato correttamente il template Bio. Pagina aggiornata al 18 ago 2025. |

- 1º marzo - Mathias Autret, calciatore francese
- 1º marzo - Milad Beigi, taekwondoka iraniano
- 1º marzo - Gonzalo Orlando Díaz, calciatore argentino
- 1º marzo - Rubén Fernández Andújar, ciclista su strada spagnolo
- 1º marzo - José Antonio Fernández Castellano, giocatore di calcio a 5 spagnolo
- 1º marzo - Ekaterina Guliyev, mezzofondista russa
- 1º marzo - Florian Hübner, calciatore tedesco
- 1º marzo - Jia Zongyang, sciatore freestyle cinese
- 1º marzo - Christian Kouakou, calciatore ivoriano
- 1º marzo - Sulejman Krpić, calciatore bosniaco
- 1º marzo - Zabit Magomedšaripov, artista marziale misto russo
- 1º marzo - Marvin Monterrosa, calciatore salvadoregno
- 1º marzo - William Morais, calciatore brasiliano († 2011)
- 1º marzo - Dejan Musli, cestista serbo
- 1º marzo - Ussama Nancuta Mutumane, calciatore mozambicano
- 1º marzo - Antto Nikkarinen, cestista finlandese
- 1º marzo - Francesco Pavone, ex nuotatore italiano
- 1º marzo - Ciprian Rus, calciatore rumeno
- 1º marzo - José Ruvalcaba, tuffatore messicano
- 1º marzo - Alex Soares, calciatore portoghese
- 1º marzo - Sophie Stuckey, attrice britannica
- 1º marzo - Robert Suárez, giocatore di baseball venezuelano
- 1º marzo - Chiara Voloninno, calciatrice italiana
- 1º marzo - Richard de Oliveira Costa, calciatore brasiliano
- 2 marzo - Terrence Brooks, giocatore di football americano statunitense
- 2 marzo - Sashana Campbell, calciatrice giamaicana
- 2 marzo - Kofi Danning, calciatore ghanese
- 2 marzo - Sharam Diniz, supermodella angolana
- 2 marzo - Lautaro Geminiani, calciatore argentino
- 2 marzo - Benjamin Lawrence Gordon, calciatore inglese
- 2 marzo - Tianna Hawkins, ex cestista statunitense
- 2 marzo - Marc Hornschuh, calciatore tedesco
- 2 marzo - Andy McQueen, attore canadese
- 2 marzo - Anžela Nedjalkova, attrice bulgara
- 2 marzo - Jamie Ness, ex calciatore scozzese
- 2 marzo - Mathias Nielsen, ex calciatore danese
- 2 marzo - Giulia Pauselli, ballerina e coreografa italiana
- 2 marzo - Jake Picking, attore statunitense
- 2 marzo - Minori Satō, ex calciatore giapponese
- 2 marzo - Patrick Schwagler, pallavolista statunitense
- 2 marzo - Marco Silvestri, calciatore italiano
- 2 marzo - Elyse Taylor, supermodella australiana
- 3 marzo - Slug Christ, cantante, rapper e produttore discografico statunitense
- 3 marzo - James Cooke, pentatleta britannico
- 3 marzo - Víctor Elías, attore e cantante spagnolo
- 3 marzo - Quentin Jacquet, pilota motociclistico francese
- 3 marzo - Kaori Kawanaka, arciera giapponese
- 3 marzo - Filippo Lanza, pallavolista italiano
- 3 marzo - Chiara Lapi, pallavolista italiana
- 3 marzo - Noelia Marló, attrice e cantante spagnola
- 3 marzo - Joselu, ex calciatore spagnolo
- 3 marzo - Morgan Moses, giocatore di football americano statunitense
- 3 marzo - Park Cho-rong, cantante e attrice sudcoreana
- 3 marzo - Jula, cantante polacca
- 3 marzo - Saimon, calciatore brasiliano
- 3 marzo - Elia Sammartin, pilota motociclistico italiano
- 3 marzo - Moisés Ribeiro Santos, calciatore brasiliano
- 3 marzo - Dominik Schlumpf, hockeista su ghiaccio svizzero
- 3 marzo - Predrag Stevanović, ex calciatore tedesco
- 3 marzo - Adrien Trebel, calciatore francese
- 3 marzo - Andreas Wolff, pallamanista tedesco
- 4 marzo - Pokklaw Anan, calciatore thailandese
- 4 marzo - Emir Bekrić, ostacolista serbo
- 4 marzo - George Chigova, calciatore zimbabwese († 2023)
- 4 marzo - Jonathan Dubas, cestista svizzero
- 4 marzo - Melvin Ejim, cestista canadese
- 4 marzo - Carlo Filippucci, ex rugbista a 15 italiano
- 4 marzo - Alely Hernández, schermitrice messicana
- 4 marzo - Artem Hordijenko, ex calciatore ucraino
- 4 marzo - Hui Ruoqi, pallavolista cinese
- 4 marzo - Sayed Jaafar Ahmed, calciatore bahreinita
- 4 marzo - Viktor Lundberg, ex calciatore svedese
- 4 marzo - Alexander Naddour, ginnasta statunitense
- 4 marzo - Aoi Nakamura, attore e modello giapponese
- 4 marzo - Stuart O'Keefe, calciatore inglese
- 4 marzo - Carles Planas, ex calciatore spagnolo
- 4 marzo - Ahmed Sobhi, calciatore egiziano
- 5 marzo - Anna Bernholm, judoka svedese
- 5 marzo - Andrew Burnap, attore statunitense
- 5 marzo - Rudy Camacho, calciatore francese
- 5 marzo - Ramiro Funes Mori, calciatore argentino
- 5 marzo - Rogelio Funes Mori, calciatore argentino
- 5 marzo - Michael Hayböck, saltatore con gli sci austriaco
- 5 marzo - Axel Jungk, skeletonista tedesco
- 5 marzo - Gillian Justiana, ex calciatore olandese
- 5 marzo - Espen Knudsen, ex calciatore norvegese
- 5 marzo - Victoria Losada, calciatrice spagnola
- 5 marzo - Hanna Mangan-Lawrence, attrice britannica
- 5 marzo - Stansly Maponga, giocatore di football americano zimbabwese
- 5 marzo - Maksim Matlakov, scacchista russo
- 5 marzo - Faith Obilor, calciatore nigeriano
- 5 marzo - Kristina Riis-Johannessen, ex sciatrice alpina norvegese
- 5 marzo - Mariana Rodríguez, modella, showgirl e attrice venezuelana
- 5 marzo - Lotte Smiseth Sejersted, ex sciatrice alpina norvegese
- 5 marzo - Daniil Trifonov, pianista e compositore russo
- 5 marzo - Yun Il-gwang, calciatore nordcoreano
- 5 marzo - Davidson da Luz Pereira, calciatore brasiliano
- 6 marzo - Marvin Ackermann, ex sciatore alpino tedesco
- 6 marzo - Kalliopi Araouzou, ex nuotatrice greca
- 6 marzo - Aleksandar Dragović, calciatore austriaco
- 6 marzo - Marc-Antoine Gagnon, sciatore freestyle canadese
- 6 marzo - You Nouss Guennounna, giocatore di calcio a 5 marocchino
- 6 marzo - Víctor Gutiérrez Santiago, pallanuotista e attivista spagnolo
- 6 marzo - Ádám Gyurcsó, calciatore ungherese
- 6 marzo - Huang Wenyi, canottiera cinese
- 6 marzo - Fakhri bin Ismail, velocista bruneiano
- 6 marzo - John Jenkins, cestista statunitense
- 6 marzo - Daniel Kutev, calciatore bulgaro
- 6 marzo - Rodrigo Moreno Machado, calciatore brasiliano
- 6 marzo - Roberto Nelson, ex cestista statunitense
- 6 marzo - Grayson Overman, pallavolista statunitense
- 6 marzo - Elisa Queirolo, ex pallanuotista italiana
- 6 marzo - Raphael Augusto, calciatore brasiliano
- 6 marzo - Tharold Simon, giocatore di football americano statunitense
- 6 marzo - Tyler, the Creator, rapper, cantautore e produttore discografico statunitense
- 6 marzo - Daniel Watterson, attore neozelandese
- 7 marzo - Ádám Balajti, calciatore ungherese
- 7 marzo - Andy Boyle, calciatore irlandese
- 7 marzo - Damian Byrtek, calciatore polacco
- 7 marzo - Xavier Chavalerin, calciatore francese
- 7 marzo - Ian Clark, cestista statunitense
- 7 marzo - Raynick Damasco, ex calciatore olandese
- 7 marzo - Julen Etxabeguren, calciatore spagnolo
- 7 marzo - Raphaela Folie, pallavolista italiana
- 7 marzo - Daisy Head, attrice britannica
- 7 marzo - Quenten Martinus, ex calciatore olandese
- 7 marzo - Anthony Mfa Mezui, calciatore gabonese
- 7 marzo - Yefferson Moreira, calciatore uruguaiano
- 7 marzo - Andrea Regis, ex judoka italiano
- 7 marzo - Michele Rigione, calciatore italiano
- 7 marzo - Alexander Ruud Tveter, calciatore norvegese
- 7 marzo - José Javier del Águila, calciatore guatemalteco
- 8 marzo - Rami Anis, nuotatore siriano
- 8 marzo - Miriam Bryant, cantautrice svedese
- 8 marzo - Gegê Chaia, ex cestista brasiliano
- 8 marzo - Luca Fontecchio, cestista italiano
- 8 marzo - Santiago Gallucci, calciatore argentino
- 8 marzo - Denzelle Good, ex giocatore di football americano statunitense
- 8 marzo - Anna Kajalina, pallavolista estone
- 8 marzo - Róbert Mak, calciatore slovacco
- 8 marzo - Finnur Orri Margeirsson, calciatore islandese
- 8 marzo - Krzysztof Miętus, ex saltatore con gli sci polacco
- 8 marzo - Michael Simões Domingues, calciatore svizzero
- 8 marzo - João Paulo Mior, calciatore brasiliano
- 8 marzo - Alan Pulido, calciatore messicano
- 8 marzo - Michael Rangel, calciatore colombiano
- 8 marzo - Rodrigo Rey, calciatore argentino
- 8 marzo - Axel Sjöberg, ex calciatore svedese
- 8 marzo - Manuel Sutter, calciatore austriaco
- 8 marzo - Jozabed Sánchez Ruiz, calciatore spagnolo
- 8 marzo - Ryō Takeuchi, calciatore giapponese
- 8 marzo - Rufus Taylor, batterista britannico
- 8 marzo - Yūichirō Umehara, doppiatore e cantante giapponese
- 8 marzo - Devon Werkheiser, attore e musicista statunitense
- 9 marzo - Giannīs Anestīs, calciatore greco
- 9 marzo - Alfonso Benavides, canoista spagnolo
- 9 marzo - Matthew Briggs, ex calciatore inglese
- 9 marzo - Bruno Brígido, calciatore brasiliano
- 9 marzo - Jade Etherington, ex sciatrice alpina britannica
- 9 marzo - Marco Fuser, ex rugbista a 15 italiano
- 9 marzo - Trae Golden, cestista statunitense
- 9 marzo - Edwin Gyimah, calciatore ghanese
- 9 marzo - Deren Ibrahim, ex calciatore gibilterriano
- 9 marzo - Anna Innerhuber, calciatrice austriaca
- 9 marzo - Boštjan Kline, ex sciatore alpino sloveno
- 9 marzo - Yuki Mamiya, attrice giapponese
- 9 marzo - Nicolai Larsen, calciatore danese
- 9 marzo - Mihail Paseciniuc, ex calciatore moldavo
- 9 marzo - Nicola Quaglio, ex rugbista a 15 italiano
- 9 marzo - Wilma Salas, pallavolista cubana
- 9 marzo - Andrea Schenetti, calciatore italiano
- 9 marzo - Kristina Si, cantante russa
- 9 marzo - Federico Vanelli, nuotatore italiano
- 9 marzo - David Vaněček, calciatore ceco
- 10 marzo - Artak Alek'sanyan, ex calciatore armeno
- 10 marzo - Marco Bizot, calciatore olandese
- 10 marzo - Mauro Díaz, calciatore argentino
- 10 marzo - Christoffer Haugen, giocatore di calcio a 5 e calciatore norvegese
- 10 marzo - Jung So-ra, modella sudcoreana
- 10 marzo - Cody Kearsley, attore e produttore cinematografico canadese
- 10 marzo - Landon Liboiron, attore canadese
- 10 marzo - Luis Gustavo Melere da Silva, calciatore brasiliano
- 10 marzo - Josué Quijano, calciatore nicaraguense
- 10 marzo - Annika Roloff, astista tedesca
- 10 marzo - Ihor Soldat, calciatore ucraino
- 10 marzo - Kenshi Yonezu, cantante, produttore discografico e illustratore giapponese
- 11 marzo - Marko Adamović, calciatore serbo
- 11 marzo - Luiz Antônio de Souza Soares, calciatore brasiliano
- 11 marzo - Chance Casey, giocatore di football americano statunitense
- 11 marzo - Sébastien Feller, scacchista francese
- 11 marzo - Alessandro Florenzi, calciatore italiano
- 11 marzo - Dmitrij Koršakov, cestista russo
- 11 marzo - Leroy Labylle, calciatore belga
- 11 marzo - Kamohelo Mokotjo, calciatore sudafricano
- 11 marzo - Çingiz Mustafayev, cantante azero
- 11 marzo - Poonam Pandey, modella e attrice indiana
- 11 marzo - Jack Rodwell, calciatore inglese
- 11 marzo - Olivia Schough, calciatrice svedese
- 11 marzo - Prince Segbefia, calciatore togolese
- 11 marzo - Fillipe Soutto, calciatore brasiliano
- 11 marzo - Livia Renata Souza, artista marziale mista brasiliana
- 11 marzo - Dorjsürengiin Sumiyaa, judoka mongola
- 12 marzo - Alofa Alofa, rugbista a 15 neozelandese
- 12 marzo - Luis Fariña, calciatore argentino
- 12 marzo - Leandro Miguel Fernández, calciatore argentino
- 12 marzo - Miha Goropevšek, calciatore sloveno
- 12 marzo - Jarmar Gulley, cestista statunitense
- 12 marzo - Lauren Holt, attrice e comica statunitense
- 12 marzo - Sarolta Kovács, pentatleta ungherese
- 12 marzo - Felix Kroos, ex calciatore tedesco
- 12 marzo - Kahena Kunze, velista brasiliana
- 12 marzo - Jevhen Pavlov, calciatore ucraino
- 12 marzo - Hanna Pys'mens'ka, tuffatrice ucraina
- 12 marzo - Gastón Suso, calciatore argentino
- 12 marzo - Neftali Teja, ex calciatore messicano
- 13 marzo - François Affolter, ex calciatore svizzero
- 13 marzo - Hilary Caldwell, ex nuotatrice canadese
- 13 marzo - Stefan Đorđević, calciatore serbo
- 13 marzo - Danijar Eleusinov, pugile kazako
- 13 marzo - Amanda Elmore, canottiera statunitense
- 13 marzo - Rhiannon Fish, attrice australiana
- 13 marzo - D.J. Fluker, giocatore di football americano statunitense
- 13 marzo - Markus Golden, ex giocatore di football americano statunitense
- 13 marzo - Cristian Herrera, calciatore spagnolo
- 13 marzo - Kwon Na-ra, cantante e attrice sudcoreana
- 13 marzo - Lê Quang Liêm, scacchista vietnamita
- 13 marzo - Sebastian Lühti, giocatore di football americano svizzero
- 13 marzo - Sandrine Mainville, nuotatrice canadese
- 13 marzo - Saša Marković, calciatore serbo
- 13 marzo - Amobi Okugo, ex calciatore statunitense
- 13 marzo - Asdrúbal Hernández, calciatore spagnolo
- 13 marzo - Matt Phillips, calciatore inglese
- 13 marzo - Ekaterina Prokof'eva, pallanuotista russa
- 13 marzo - Luan Santana, cantante brasiliano
- 13 marzo - Laura Teani, pallanuotista italiana
- 13 marzo - Tristan Thompson, cestista canadese
- 13 marzo - Fredrik Torsteinbø, ex calciatore norvegese
- 14 marzo - Bryce Brown, ex giocatore di football americano statunitense
- 14 marzo - Juan Brussino, cestista argentino
- 14 marzo - Adam Edelman, bobbista e ex skeletonista statunitense
- 14 marzo - Ties Evers, ex calciatore olandese
- 14 marzo - Facundo Ferreyra, calciatore argentino
- 14 marzo - Walter Kannemann, calciatore argentino
- 14 marzo - Frans Malherbe, rugbista a 15 sudafricano
- 14 marzo - Tyrus McGee, cestista statunitense
- 14 marzo - Mateusz Możdżeń, calciatore polacco
- 14 marzo - Jaroslav Olijnyk, ex calciatore ucraino
- 14 marzo - Gōtoku Sakai, calciatore giapponese
- 14 marzo - Michaela Savic, modella svedese
- 15 marzo - Tavon Austin, ex giocatore di football americano statunitense
- 15 marzo - Scott Caldwell, ex calciatore statunitense
- 15 marzo - Taylor Carnevale, ex hockeista su ghiaccio canadese
- 15 marzo - Federico Castagnini, ex giocatore di baseball italiano
- 15 marzo - Thomas De Thaey, cestista belga
- 15 marzo - Cubeatz, produttore discografico tedesco
- 15 marzo - Roberto Gutiérrez Díaz, calciatore spagnolo
- 15 marzo - Xavier Henry, ex cestista statunitense
- 15 marzo - Rabiu Ibrahim, ex calciatore nigeriano
- 15 marzo - Kie Kitano, attrice e cantante giapponese
- 15 marzo - Tomislav Kostadinov, calciatore bulgaro
- 15 marzo - Serhij Kryvcov, calciatore ucraino
- 15 marzo - Issoumaila Lingane, ex calciatore burkinabé
- 15 marzo - Lukas Mathies, ex snowboarder austriaco
- 15 marzo - Edson Montaño, ex calciatore ecuadoriano
- 15 marzo - Kevin Müller, calciatore tedesco
- 15 marzo - Dániel Nagy, calciatore ungherese
- 15 marzo - Nigel Ng, comico malese
- 15 marzo - Juan Carlos Real Ruiz, calciatore spagnolo
- 15 marzo - Hig Roberts, ex sciatore alpino statunitense
- 15 marzo - Adama Sarr, calciatore senegalese
- 15 marzo - Nataniel Sánchez, attrice peruviana
- 15 marzo - Trayce Thompson, giocatore di baseball statunitense
- 15 marzo - Ivan Zgrablić, calciatore croato
- 16 marzo - Rédah Atassi, calciatore marocchino
- 16 marzo - Carlos Auzqui, calciatore argentino
- 16 marzo - Frédéric Bourdillon, cestista francese
- 16 marzo - Reggie Bullock, cestista statunitense
- 16 marzo - Rasul Cichaeŭ, lottatore bielorusso
- 16 marzo - Justin Cobbs, cestista statunitense
- 16 marzo - Luke Evans, cestista statunitense
- 16 marzo - Ryōta Isomura, ex calciatore giapponese
- 16 marzo - Sandhja, cantante finlandese
- 16 marzo - Admir Mehmedi, ex calciatore svizzero
- 16 marzo - Luis Mejía, calciatore panamense
- 16 marzo - Hhadydia Minte, ex cestista francese
- 16 marzo - Elizabeth Mosquera, modella venezuelana
- 16 marzo - Ville Paumola, ex snowboarder finlandese
- 16 marzo - Cliff Stokes, ex giocatore di football americano e allenatore di football americano statunitense
- 16 marzo - Taishi Taguchi, calciatore giapponese
- 16 marzo - Riccardo Tavernelli, cestista italiano
- 16 marzo - Wolfgang van Halen, polistrumentista e cantautore statunitense
- 17 marzo - Steven Diez, tennista canadese
- 17 marzo - Sergej Kalinin, hockeista su ghiaccio russo
- 17 marzo - Benson Kipruto, maratoneta keniota
- 17 marzo - Ofir Kriaf, calciatore israeliano
- 17 marzo - Antonio Luna Rodríguez, calciatore spagnolo
- 17 marzo - Dimitri Bissiki, calciatore congolese (Repubblica del Congo)
- 17 marzo - Dănuț Ion Moldovan, bobbista e ex velocista rumeno
- 17 marzo - Mohsen Mosalman, calciatore iraniano
- 17 marzo - Cordarrelle Patterson, giocatore di football americano statunitense
- 18 marzo - Hatem Abd Elhamed, calciatore israeliano
- 18 marzo - Roberta Brunello, scacchista italiana
- 18 marzo - Marcel Büchel, calciatore austriaco
- 18 marzo - Giacomo Fantoni, ciclista di BMX italiano
- 18 marzo - Andžs Flaksis, ciclista su strada lettone
- 18 marzo - Travis Frederick, ex giocatore di football americano statunitense
- 18 marzo - Giōrgos Geōrgakīs, cestista greco
- 18 marzo - Andreas Hadenius, calciatore svedese
- 18 marzo - Mansor Abbas, calciatore emiratino
- 18 marzo - Pierre-Hugues Herbert, tennista francese
- 18 marzo - Solomon Hill, cestista statunitense
- 18 marzo - Tijana Malešević, pallavolista serba
- 18 marzo - José Martínez Díaz, ex calciatore cileno
- 18 marzo - Michalīs Mpakakīs, calciatore greco
- 18 marzo - Vadym Paramonov, calciatore ucraino
- 18 marzo - J. T. Realmuto, giocatore di baseball statunitense
- 18 marzo - Giuseppe Rizzo, calciatore italiano
- 18 marzo - Thomas Robinson, cestista statunitense
- 18 marzo - Victor Rudd, cestista statunitense
- 18 marzo - Leandro Sosa, calciatore uruguaiano
- 18 marzo - Benjamín Vidal, calciatore cileno
- 18 marzo - Dries Wuytens, calciatore belga
- 19 marzo - Caio Bonfim, marciatore brasiliano
- 19 marzo - Garrett Clayton, attore, cantante e ballerino statunitense
- 19 marzo - Dee Ford, giocatore di football americano statunitense
- 19 marzo - Maciej Gajos, calciatore polacco
- 19 marzo - Valentina Greggio, sciatrice di velocità italiana
- 19 marzo - Katarzyna Kiedrzynek, calciatrice polacca
- 19 marzo - Aleksandr Kokorin, calciatore russo
- 19 marzo - Chukwudiebere Maduabum, cestista nigeriano
- 19 marzo - Yohandry Orozco, calciatore venezuelano
- 19 marzo - Rodolfo Alves de Melo, calciatore brasiliano
- 19 marzo - Janina Schenk, ex sciatrice alpina italiana
- 19 marzo - José Simeón, ex cestista spagnolo
- 19 marzo - Ameer Webb, velocista statunitense
- 20 marzo - Cilou Annys, modella belga
- 20 marzo - Leonardo Bonifazio, ex ciclista su strada italiano
- 20 marzo - Mattia Destro, calciatore italiano
- 20 marzo - Obum Gwacham, giocatore di football americano nigeriano
- 20 marzo - Lucie Jones, cantante e attrice teatrale britannica
- 20 marzo - Il'ja Koševoj, ex ciclista su strada e pistard bielorusso
- 20 marzo - Michał Kucharczyk, calciatore polacco
- 20 marzo - Alan Makiev, cestista russo
- 20 marzo - Elin Mohlin, fondista svedese
- 20 marzo - Pak Song-chol, calciatore nordcoreano
- 20 marzo - Alexis Pinturault, sciatore alpino francese
- 20 marzo - Sakima, cantautore inglese
- 20 marzo - Odai Khadr, calciatore giordano
- 20 marzo - Slimane Sissoko, ex calciatore francese
- 20 marzo - Jeon So-nee, attrice sudcoreana
- 20 marzo - Liam Squire, rugbista a 15 neozelandese
- 21 marzo - Konstantīns Budilovs, ex calciatore lettone
- 21 marzo - Andrés Chávez, calciatore argentino
- 21 marzo - Serghei Diulgher, calciatore moldavo
- 21 marzo - Djaniny, calciatore capoverdiano
- 21 marzo - Raquel Fernandes, calciatrice brasiliana
- 21 marzo - Antoine Griezmann, calciatore francese
- 21 marzo - Alexandra Hagan, canottiera australiana
- 21 marzo - Tamás Kaszap, pallavolista ungherese
- 21 marzo - Norma Jean Martine, cantautrice statunitense
- 21 marzo - Sardor Mirzayev, calciatore uzbeko
- 21 marzo - Nika Piliev, ex calciatore russo
- 21 marzo - Ronan Quarmby, pilota motociclistico sudafricano
- 21 marzo - Mateus Uribe, calciatore colombiano
- 21 marzo - Yzomandias, rapper ceco
- 22 marzo - Simone Corazza, calciatore italiano
- 22 marzo - Dominique Fishback, attrice e drammaturga statunitense
- 22 marzo - Colton Harris-Moore, criminale statunitense
- 22 marzo - Antonio Infantino, velocista italiano
- 22 marzo - Joakim Lindner, calciatore svedese
- 22 marzo - Stefano Marzo, calciatore belga
- 22 marzo - Kenyon McNeail, ex cestista statunitense
- 22 marzo - Roberto Merhi, pilota automobilistico spagnolo
- 22 marzo - Robert Mureșan, pilota motociclistico rumeno
- 22 marzo - Roberto Pavoni, nuotatore britannico
- 22 marzo - Dartaye Ruffin, cestista statunitense
- 22 marzo - Kofi Sarkodie, ex calciatore statunitense
- 22 marzo - Lucia Scardoni, fondista italiana
- 22 marzo - Brian Schwenke, giocatore di football americano statunitense
- 22 marzo - Marta Sirotkina, ex tennista russa
- 22 marzo - Dávid Vecsernyés, ginnasta ungherese
- 22 marzo - Danny Webb, pilota motociclistico britannico
- 22 marzo - Rhyne Williams, allenatore di tennis e ex tennista statunitense
- 22 marzo - Jenison de Jesus Brito e Brito, calciatore brasiliano
- 23 marzo - Fernando Alarza, triatleta spagnolo
- 23 marzo - Jorge Bazán, calciatore peruviano
- 23 marzo - Facundo Campazzo, cestista argentino
- 23 marzo - Stefan Deak, calciatore serbo
- 23 marzo - María Escoto, ex pallavolista, dirigente sportiva e allenatrice di pallavolo portoricana
- 23 marzo - Pierre Hampton, cestista svedese
- 23 marzo - Erik Haula, hockeista su ghiaccio finlandese
- 23 marzo - Milan Heča, calciatore ceco
- 23 marzo - Robert Hovhannisyan, scacchista armeno
- 23 marzo - Anton Kravčenko, calciatore ucraino
- 23 marzo - Miguel Martínez, lottatore cubano
- 23 marzo - Małgorzata Misiuk, ex cestista polacca
- 23 marzo - Mike Mutyaba, calciatore ugandese
- 23 marzo - Brian Ormson, rugbista a 15 argentino
- 23 marzo - Paulius Petrilevičius, cestista lituano
- 23 marzo - Juan David Pérez, calciatore colombiano
- 23 marzo - Rubén Rochina, calciatore spagnolo
- 23 marzo - Song Chaoqing, ex biatleta cinese
- 23 marzo - Bensu Soral, attrice turca
- 23 marzo - Gregg Wylde, calciatore scozzese
- 23 marzo - Alin Petru Zaharia, canottiere italiano
- 24 marzo - Andrés Alcántara, giocatore di calcio a 5 spagnolo
- 24 marzo - Jack Bannon, attore britannico
- 24 marzo - Tarık Çamdal, calciatore tedesco
- 24 marzo - Eduardo Casanova, attore, regista e sceneggiatore spagnolo
- 24 marzo - Kevin Edward, calciatore santaluciano
- 24 marzo - Dalila Jakupovič, tennista slovena
- 24 marzo - Jeremie Lynch, calciatore giamaicano
- 24 marzo - Remo Mally, ex calciatore austriaco
- 24 marzo - Jessica Wagner, pallavolista statunitense
- 25 marzo - Abdulkarim Al-Ali, calciatore qatariota
- 25 marzo - Norair Aslanyan, ex calciatore armeno
- 25 marzo - Diego Calvo, ex calciatore costaricano
- 25 marzo - Aurelian Chițu, calciatore rumeno
- 25 marzo - Seychelle Gabriel, attrice statunitense
- 25 marzo - Dina Garipova, cantante russa
- 25 marzo - George Minatto Paulino, ex calciatore brasiliano
- 25 marzo - Wilco Kelderman, ciclista su strada olandese
- 25 marzo - Scott Malone, calciatore inglese
- 25 marzo - Samia Yusuf Omar, velocista somala († 2012)
- 25 marzo - Marlon Pack, calciatore inglese
- 25 marzo - Dragan Tomić, giocatore di calcio a 5 serbo
- 25 marzo - Chad Wright, discobolo giamaicano
- 25 marzo - Mike Zunino, giocatore di baseball statunitense
- 26 marzo - Komlan Agbégniadan, calciatore togolese
- 26 marzo - Jess Bush, attrice e ex modella australiana
- 26 marzo - Ryan Cullen, pilota automobilistico irlandese
- 26 marzo - Jaŭhen Karalëŭ, tuffatore bielorusso
- 26 marzo - Lucas Kaufmann, calciatore brasiliano
- 26 marzo - Stallone Limbombe, calciatore belga
- 26 marzo - Barbara Lorsheijd, calciatrice olandese
- 26 marzo - Azmy Mehelba, tiratore a volo egiziano
- 26 marzo - Thomas Meißner, calciatore tedesco
- 26 marzo - Justin Raffington, cestista tedesco
- 26 marzo - Mohammed Rafique, calciatore indiano
- 26 marzo - Ari Lennox, cantante statunitense
- 26 marzo - Merilyn Uudmäe, triplista estone
- 26 marzo - Kyle Van Noy, giocatore di football americano statunitense
- 26 marzo - Ramy Youssef, attore, sceneggiatore e comico statunitense
- 26 marzo - Yannick Zakri, calciatore ivoriano
- 27 marzo - Francisco Belo, pesista e discobolo portoghese
- 27 marzo - Aude Biannic, ciclista su strada e pistard francese
- 27 marzo - Jamie Bosio, calciatore gibilterriano
- 27 marzo - Megan Bozek, hockeista su ghiaccio statunitense
- 27 marzo - Olcay Gür, calciatore liechtensteinese
- 27 marzo - Vafa Hakhamaneshi, calciatore iraniano
- 27 marzo - Toomas Heikkinen, pilota di rally finlandese
- 27 marzo - London on da Track, beatmaker, produttore discografico e rapper statunitense
- 27 marzo - Roman Karasjuk, calciatore ucraino
- 27 marzo - Valeria Kleiner, ex calciatrice tedesca
- 27 marzo - Johannes Kröll, ex sciatore alpino austriaco
- 27 marzo - Jesper Lauridsen, ex calciatore danese
- 27 marzo - Biagio Meccariello, calciatore italiano
- 27 marzo - Ahmed Samir, calciatore giordano
- 27 marzo - Takuya Seike, giocatore di football americano giapponese
- 27 marzo - Josh Selby, cestista statunitense
- 27 marzo - Ernest Sugira, calciatore ruandese
- 27 marzo - Shayne Whittington, ex cestista e allenatore di pallacanestro statunitense
- 28 marzo - Mohamed Abbassi, cestista tunisino
- 28 marzo - Miriam Albano, soprano italiano
- 28 marzo - Robert Behling, canoista tedesco
- 28 marzo - Florin Bejan, calciatore rumeno
- 28 marzo - Amy Bruckner, attrice statunitense
- 28 marzo - Ștefan Burghiu, calciatore moldavo
- 28 marzo - Olivia Carnegie-Brown, canottiera britannica
- 28 marzo - Derek Carr, ex giocatore di football americano statunitense
- 28 marzo - David Cornell, calciatore gallese
- 28 marzo - James Craigen, calciatore inglese
- 28 marzo - Julián Cuesta, calciatore spagnolo
- 28 marzo - Andreea Diaconu, supermodella rumena
- 28 marzo - Nick Fink, attore statunitense
- 28 marzo - Aleksandra Gintrowska, cantante e attrice polacca
- 28 marzo - Karina González Muñoz, modella messicana
- 28 marzo - Kevin Hernández, cestista argentino
- 28 marzo - Lukas Hinterseer, calciatore austriaco
- 28 marzo - Hoya, cantante, ballerino e attore sudcoreano
- 28 marzo - Jordan McRae, cestista statunitense
- 28 marzo - Haiden Palmer, cestista statunitense
- 28 marzo - Marie-Philip Poulin, hockeista su ghiaccio canadese
- 28 marzo - Ryu Hye-young, attrice e modella sudcoreana
- 28 marzo - Yani Urdinov, ex calciatore belga
- 28 marzo - Taulant Xhaka, ex calciatore svizzero
- 29 marzo - Haido Alexouli, lunghista greca
- 29 marzo - Irene, cantante e attrice sudcoreana
- 29 marzo - Fabio Borini, calciatore italiano
- 29 marzo - Who Is Fancy, cantante statunitense
- 29 marzo - Josip Ivančić, calciatore croato
- 29 marzo - N'Golo Kanté, calciatore francese
- 29 marzo - Ben Marshall, calciatore inglese
- 29 marzo - Hayley McFarland, attrice, cantante e ballerina statunitense
- 29 marzo - Patrik Mišák, calciatore slovacco
- 29 marzo - Matías Moroni, rugbista a 15 argentino
- 29 marzo - Marten de Roon, calciatore olandese
- 29 marzo - Uroš Vučenović, giocatore di calcio a 5 e calciatore norvegese
- 29 marzo - Samantha Win, attrice e artista marziale canadese
- 29 marzo - Won Jin-ah, attrice sudcoreana
- 29 marzo - Yang Tsung-hua, tennista e allenatore di tennis taiwanese
- 29 marzo - Clayvin Zúñiga, calciatore honduregno
- 30 marzo - AronChupa, disc jockey, cantautore e produttore discografico svedese
- 30 marzo - Jonatan Bauman, calciatore argentino
- 30 marzo - Lynique Beneke, lunghista sudafricana
- 30 marzo - NF, rapper e compositore statunitense
- 30 marzo - Natoya Goule, mezzofondista giamaicana
- 30 marzo - Dato Marsagishvili, lottatore georgiano
- 30 marzo - Mārtiņš Meiers, cestista lettone
- 30 marzo - Joseph Mendes, calciatore guineense
- 30 marzo - Roderick Miranda, calciatore portoghese
- 30 marzo - Natacha Pérez, cestista argentina
- 30 marzo - Tadas Rinkunas, cestista lituano
- 30 marzo - Mikoi Sasaki, doppiatrice giapponese
- 30 marzo - Devin Street, giocatore di football americano statunitense
- 30 marzo - Gilles Sunu, calciatore francese
- 30 marzo - Salvi Sánchez, calciatore spagnolo
- 31 marzo - André Claro, calciatore portoghese
- 31 marzo - Ramón Coronel, calciatore paraguaiano
- 31 marzo - Eric Davis, calciatore panamense
- 31 marzo - Kasia Gruchalla-Wesierski, canottiera e ex sciatrice alpina canadese
- 31 marzo - Joálisson, calciatore brasiliano
- 31 marzo - Renato Kelić, calciatore croato
- 31 marzo - Miloš Kovačević, calciatore serbo
- 31 marzo - Tevita Kuridrani, rugbista a 15 figiano
- 31 marzo - Nauris Miezis, cestista lettone
- 31 marzo - Milan Milanović, calciatore serbo
- 31 marzo - Mathias Rolland, ex sciatore alpino francese
- 31 marzo - Lukas Rotpuller, ex calciatore austriaco
- 31 marzo - Rodney Sneijder, calciatore olandese
- 31 marzo - Codie Taylor, rugbista a 15 neozelandese